# 波兰圆桌会议
波兰圆桌会议（波蘭語：Okrągły Stół）于1989年2月6日到4月5日在波兰华沙举行。当时波兰政府为了抑制社会骚乱，与波兰团结工会和其他反对派举行了此会议。

## 历史
20世纪80年代，早期的工厂罢工和随后莱赫·瓦文萨领导形成的团结工会运动（当时还是地下）的作用下，波兰的政治局势开始有所放宽。尽管由政府试图打击反共情绪，但运动的势头已经高涨并不可逆转。此外，由于经济低迷和通胀失控，降低了波兰生活水平并加重了公众的愤怒与沮丧，并产生了对社会巨变的恐慌。到1988年，当局正式认真与反对派会谈。
1988年9月，当一波罢工即将结束时，包括反对派领导人莱赫·瓦文萨和内政部长切斯瓦夫·基什恰克秘密举行了一次会议，同意举行所谓的圆桌会谈，规划该国的未来。波兰统一工人党于12月20日至21日召开十中全会，1989年1月16日召开十中全会第二阶段会议，会议上发生激烈争论，1月18日，全会通过《十中全会决议》和《波党关于政治多元化和工会多元化的立场》，扫清召开圆桌会议的障碍。圆桌会谈始于1989年2月6日欧洲中部时间下午2:23，会议分为团结反对派和联合政府派。会议地点在在理事会部长办公室。会议由莱赫·瓦文萨和切斯瓦夫·基什恰克共同主持。
波兰統一工人党在沃依切赫·雅鲁泽尔斯基将军的带领下，希望增选著名的反对派领导人进入统治集团而不在政治权力结构上作出重大变化。但圆桌会议事实上根本改变了波兰政府和社会的形态。在波兰发生的此次事件打击并使整个东方集团的气势下降；雅尔塔格局在波兰发生的此次事件后不久崩溃。

## 会议
会议分为三个主要工作组：
- 政治改革工作组
- 工会多元化和政党多元化工作组
- 经济和社会问题工作组

具体问题由这些工作组处理。由于各派系的互不信任和政府派的明显不愿意交出权力，会议经常处于停滞状态。最具争议的问题是：
- 加薪和指数化
- 未来的多元化选举
- 未来总统职权范围的限制
- 未来的下议院和上议院的权力限制
- 大众传播媒体的反对势力

一些激进的反对派组织相当反对会谈。他们不相信坐收政府的善意。尽管如此，他们还是抱着担忧于4月5日在会议结束时，签署多项重要文件。这些文件被称为圆桌会议协议。

## 出席者
反对派：团结工会及反对派20人
- 莱赫·瓦文萨
- 雅采克·库龙（英语：Jacek Kuroń）
- 亚当·米奇尼克
- 雅罗斯瓦夫·卡钦斯基
- 布罗尼斯瓦夫·盖雷梅克—主席
- 塔德乌什·马佐维耶茨基
- 莱赫·卡钦斯基

当局：20人
- 切斯瓦夫·基什恰克
- 莱舍克·米莱尔
- 亚历山大·克瓦希涅夫斯基
- 雅努什·雷伊科夫斯基（波兰语：Janusz Reykowski）—主席
- 米科瓦伊·科萨凯维奇（波兰语：Mikołaj Kozakiewicz）[1]